# 비야체슬라우 셰우추크
비야체슬라우 아나톨리요비치 셰우추크(우크라이나어: В'ячеслав Анатолійович Шевчу́к, Vyacheslav Anatoliyovych Shevchuk, 1979년 5월 13일 ~ )는 우크라이나의 은퇴한 축구 선수이다. 레프트 백으로 활약했다. 현재 축구 감독이다.